# Büderich (westfälisches Adelsgeschlecht)

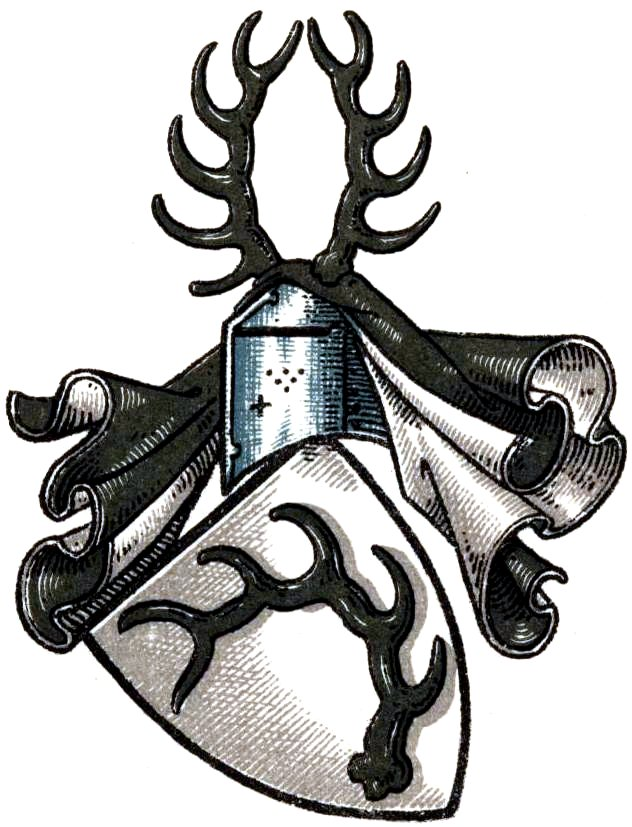
Wappen derer von Büderich

Die Herren von Büderich (auch: Boderike, Büderich genannt Weickebrod, Büderich genannt Westfelink o. ä.) waren ein westfälisches Adelsgeschlecht.
Das hier behandelte westfälische Geschlecht ist von den rheinländischen Büderich zu unterscheiden.

## Geschichte
Der Stammsitz des westfälischen Geschlechts war Büderich, heute ein Ortsteil der Stadt Werl im Kreis Soest. Die Herren von Büderich sind seit 1175 belegt. 1200–1231 erscheint Gervasius de Boderike im Gefolge des Grafen von Arnsberg. Er zog 1217 mit dem Grafen Gottfried von Arnsberg in das Heilige Land. 1241 war er Ritter. Sein Bruder Wilhelm erscheint 1200–1210. Bernhard von Büderich, Ritter, tritt 1248–1254 in Urkunden des Klosters Bredelar und im Gefolge des Kölner Erzbischofs Konrad von Hochstaden auf. Andreas Budrike wird 1260 unter der Ritterschaft genannt, die das Bündnis zwischen den Bischöfen von Köln und Osnabrück zu stützen geloben. Ritter Godfrid von Bodrike war 1268 im Gefolge des Edelherrn von Büren. Ein bekannter Familienangehöriger war Lubbert von Büderich, Abt des Zisterzienserklosters Marienfeld von 1294 bis 1321.
Neben Haus Büderich hatte die Familie Besitz u. a. in Westwick, Luidinchusen, Sundern, Thunne und Holthem. Außerdem gehörte ihnen der Weyckenbroch bzw. Weckebrodthof, ein Abspliss von Haus Büderich, der teilweise zum Genanntnamen Weickebrod führte.
Die Familie blühte noch 1456.

## Wappen
Blasonierung: In Silber eine schwarze Hirschstange. Auf dem Helm ein schwarzes Hirschgeweih. Die Helmdecken sind schwarz-silbern.